# 希律·腓力二世
希律·腓力二世，大希律王与第五任妻子耶路撒冷的克利奥帕特拉之子，在公元前4年至公元34年代表羅馬帝國統治其父王国的东北部。他与希律·安提帕斯和希律·阿基劳斯是同父异母兄弟。他娶了希律二世与希律迪亚丝的女儿莎乐美。